# Yūki Ōtsu
Yūki Ōtsu (jap. 大津祐樹 Ōtsu Yūki;  ur. 24 marca 1990 w Mito) – japoński piłkarz występujący na pozycji pomocnika. Zawodnik Borussii Mönchengladbach.

## Kariera klubowa
Ōtsu jako junior grał w zespołach Shinshō Tokiwa SSS, Kashima Antlers oraz Seiritsu Gakuen High School. W 2008 roku trafił do drużyny Kashiwa Reysol. W J. League zadebiutował 9 marca 2008 roku w wygranym 2:0 pojedynku z Júbilo Iwata. 29 kwietnia 2009 roku w wygranym 2:1 spotkaniu z Oita Trinita strzelił pierwszego gola w J. League. W 2009 roku spadł z klubem do J2 League, ale w 2010 roku awansował z nim do J. League. W 2011 roku wraz z zespołem zdobył natomiast mistrzostwo Japonii.
W 2011 roku Ōtsu odszedł do niemieckiej Borussii Mönchengladbach. W Bundeslidze pierwszy mecz zaliczył 22 października 2011 roku przeciwko TSG 1899 Hoffenheim (0:1).

## Kariera reprezentacyjna
W 2012 roku Ōtsu został powołany do reprezentacji Japonii U-23 na Letnie Igrzyska Olimpijskie. Zagrał na nich w meczach z Hiszpanią (1:0), Egiptem (3:0) oraz Meksykiem (1:3), po czym wraz z zespołem zakończył turniej na 4. miejscu.